# Cúp bóng đá Ukraina 2005–06
Cúp bóng đá Ukraina 2005–06 là mùa giải thứ 15 của giải đấu bóng đá loại trực tiếp hàng năm ở Ukraina. Đội vô địch là Dynamo Kyiv.

## Phân bổ đội bóng
Có 70 đội bóng tham gia giải đấu cúp mùa này.

### Phân phối
|                         |                         | Đội bóng tham gia vòng này                                                                                     | Đội bóng vượt qua vòng trước       |
| ----------------------- | ----------------------- | --- | ---------------------------------- |
| Vòng loại (12 đội)      | Vòng loại (12 đội)      | - 12 đội từ Giải hạng nhì (xếp hạt giống thấp hơn)                                                             |                                    |
| Vòng đấu chính (64 đội) | Vòng đấu chính (64 đội) | - 16 đội từ Giải vô địch quốc gia - 16 đội từ Giải hạng nhất - 28 đội từ Giải hạng nhì (xếp hạt giống cao hơn) | - 6 đội thắng từ vòng loại thứ hai |

### Ngày thi đấu và bốc thăm
Tất cả các lễ bốc thăm đều diễn ra ở trụ sở FFU (Building of Football) ở Kiev.
| Giai đoạn      | Vòng        | Ngày bốc thăm                                  | Ngày thi đấu                                   | Ngày thi đấu                                   |
| Giai đoạn      | Vòng        | Ngày bốc thăm                                  | Lượt đi                                        | Lượt về                                        |
| -------------- | ----------- | ---------------------------------------------- | ---------------------------------------------- | ---------------------------------------------- |
| Vòng loại      | Vòng loại   | ?                                              | 1 tháng 8 năm 2005                             | 1 tháng 8 năm 2005                             |
| Vòng đấu chính | Vòng 64 đội | ?                                              | 13–14 tháng 8 năm 2005                         | 13–14 tháng 8 năm 2005                         |
| Vòng đấu chính | Vòng 32 đội | ?                                              | 21 tháng 9 năm 2005                            | 21 tháng 9 năm 2005                            |
| Vòng đấu chính | Vòng 16 đội | ?                                              | 26 tháng 10 năm 2005                           | 26 tháng 10 năm 2005                           |
| Vòng đấu chính | Tứ kết      | ?                                              | End of 2005                                    | End of 2005                                    |
| Vòng đấu chính | Bán kết     | ?                                              | 22 tháng 3 năm 2006                            | 12 tháng 4 năm 2006                            |
| Vòng đấu chính | Chung kết   | 2 tháng 5 năm 2006 tại NSC “Olimpiyskiy”, Kiev | 2 tháng 5 năm 2006 tại NSC “Olimpiyskiy”, Kiev | 2 tháng 5 năm 2006 tại NSC “Olimpiyskiy”, Kiev |

## Lịch thi đấu

### Vòng loại
Vòng loại diễn ra vào ngày 8 tháng 8 năm 2005.
| FC Sokil Berezhany         | 0:0 | FC Naftovyk Dolyna    | (pk: 6:7) |
| FC Zhytychi Zhytomyr       | 1:0 | MFC Zhytomyr          |           |
| FC Knyazha Schaslyve       | 1:3 | FC Yednist Plysky     | (s.h.p.)  |
| FC Yalos Yalta             | 3:0 | PFC Sevastopol        |           |
| FC Arsenal Kharkiv         | 0:2 | FC Yavir Krasnopillia |           |
| FC Hirnyk-Sport Komsomolsk | 2:1 | FC Kremin Kremenchuk  |           |

### Vòng Một
Vòng Một diễn ra vào ngày 13 tháng 8 năm 2005. Tuy nhiên, trận đấu giữa PFC Olexandria và Dnipro Dnipropetrovsk diễn ra ngày 14 tháng Tám.
| FC Rava Rava-Ruska            | 1:0 | FC Helios Kharkiv                |           |
| FC Desna Chernihiv            | 2:5 | FC Shakhtar Donetsk              |           |
| FC Fakel Ivano-Frankivsk      | 0:1 | FC Spartak Sumy                  |           |
| FC Nyva Ternopil              | 1:3 | FC Chornomorets Odessa           |           |
| FC Osvita Boyarka             | 0:3 | FC Kharkiv                       |           |
| FC Veres Rivne                | 2:1 | FC Enerhetyk Burshtyn            |           |
| FC Chornohora Ivano-Frankivsk | 1:4 | FC Volyn Lutsk                   |           |
| FC Naftovyk Dolyna            | 1:0 | FC Borysfen Boryspil             |           |
| FC Zhytychi Zhytomyr          | 0:1 | FC Stal Dniprodzerzhynsk         |           |
| MFC Mykolaiv                  | 1:2 | FC Metalurh Zaporizhia           |           |
| FC Krystal Kherson            | 0:5 | FC Dynamo Kyiv                   |           |
| FC Hirnyk Kryvyi Rih          | 2:3 | FC Karpaty Lviv                  |           |
| FC Tytan Armyansk             | 1:2 | FC Illichivets Mariupol          |           |
| FC Ros Bila Tserkva           | 0:2 | FC Kryvbas Kryvyi Rih            |           |
| FC Olkom Melitopol            | 0:1 | FC Zakarpattia Uzhhorod          |           |
| FC Dnister Ovidiopol          | 2:3 | FC Metalist Kharkiv              |           |
| FC Zirka Kirovohrad           | 0:2 | FC Spartak Ivano-Frankivsk       |           |
| FC Enerhiya Yuzhnoukrainsk    | 1:5 | FC Stal Alchevsk                 |           |
| FC Yednist Plysky             | 0:3 | FC Vorskla Poltava               |           |
| FC Khimik Krasnoperekopsk     | 3:2 | FC Bershad                       |           |
| FC Yalos Yalta                | 1:0 | FC Podillia Khmelnytskyi         |           |
| FC Nafkom Brovary             | 3:3 | FC Naftovyk Okhtyrka             | (pk: 2:4) |
| FC Dnipro Cherkasy            | 0:0 | FC Obolon Kyiv                   | (pk: 4:2) |
| FC Hazovyk Kharkiv            | 0:4 | SC Tavriya Simferopol            |           |
| MFC Oleksandria               | 0:6 | FC Arsenal Kyiv                  |           |
| FC Hirnyk-Sport Komsomolsk    | 2:1 | FC Dynamo-IhroService Simferopol |           |
| FC Yavir Krasnopillia         | 0:3 | FC Hazovyk-Skala Stryi           |           |
| FC Olimpik Donetsk            | 2:3 | FC Krymteplytsia Molodizhne      |           |
| PFC Olexandria                | 1:2 | FC Dnipro Dnipropetrovsk         |           |

### Vòng Hai (1/16)
Vòng Hai diễn ra vào ngày 21 tháng 9 năm 2005. 
| FC Karpaty Lviv             | 1:0 | FC Chornomorets Odessa   |           |
| FC CSKA Kyiv                | 0:1 | FC Metalurh Donetsk      |           |
| FC Spartak Ivano-Frankivsk  | 0:7 | FC Dynamo Kyiv           |           |
| FC Stal Dniprodzerzhynsk    | 3:1 | FC Volyn Lutsk           |           |
| FC Naftovyk Okhtyrka        | 2:3 | FC Stal Alchevsk         |           |
| FC Hazovyk-Skala Stryi      | 2:0 | FC Kharkiv               |           |
| FC Spartak Sumy             | 1:4 | FC Metalurh Zaporizhia   |           |
| FC Krymteplitsia Molodizhne | 1:3 | FC Shakhtar Donetsk      |           |
| FC Rava Rava-Ruska          | 0:2 | FC Dnipro Dnipropetrovsk |           |
| FC Dnipro Cherkasy          | 1:2 | FC Metalist Kharkiv      |           |
| FC Bukovyna Chernivtsi      | 0:1 | FC Arsenal Kyiv          |           |
| FC Veres Rivne              | 2:2 | FC Zakarpattia Uzhhorod  | (pk: 5:3) |
| FC Hirnyk-Sport Komsomolsk  | 0:2 | FC Vorskla Poltava       |           |
| FC Naftovyk Dolyna          | 0:4 | SC Tavriya Simferopol    |           |
| FC Khimik Krasnoperekopsk   | 2:3 | FC Kryvbas Kryvyi Rih    |           |
| FC Yalos Yalta              | 0:1 | FC Illichivets Mariupol  |           |

### Vòng Ba (1/8)
Vòng Ba diễn ra vào ngày 26 tháng 10 năm 2005.
| FC Karpaty Lviv          | 1:0 | FC Shakhtar Donetsk      |  |
| FC Dynamo Kyiv           | 1:0 | FC Metalist Kharkiv      |  |
| FC Stal Alchevsk         | 1:2 | FC Metalurh Donetsk      |  |
| FC Vorskla Poltava       | 1:0 | FC Dnipro Dnipropetrovsk |  |
| FC Hazovyk-Skala Stryi   | 0:1 | FC Illichivets Mariupol  |  |
| FC Kryvbas Kryvyi Rih    | 2:0 | SC Tavriya Simferopol    |  |
| FC Stal Dniprodzerzhynsk | 0:2 | FC Arsenal Kyiv          |  |
| FC Veres Rivne           | 2:4 | FC Metalurh Zaporizhia   |  |

### Tứ kết
Ở Tứ kết, có 4 cặp đấu, mỗi cặp đấu thi đấu một trận. Các trận đấu diễn ra từ ngày 13 Mười Một 2005 đến 14 tháng 12 năm 2005. 
| FC Dynamo Kyiv          | 2:0 | FC Metalurh Donetsk   | Trận đấu diễn ra vào ngày 13 tháng 11 năm 2005 |
| FC Karpaty Lviv         | 1:0 | FC Vorskla Poltava    | Trận đấu diễn ra vào ngày 23 tháng 11 năm 2005 |
| FC Illychivets Mariupol | 2:0 | FC Arsenal Kyiv       | Trận đấu diễn ra vào ngày 13 tháng 12 năm 2005 |
| FC Metalurh Zaporizhia  | 3:0 | FC Kryvbas Kryvyi Rih | Trận đấu diễn ra vào ngày 14 tháng 12 năm 2005 |

### Bán kết
Các trận Bán kết diễn ra vào các ngày 22 tháng 3 năm 2006 và 12 tháng 4 năm 2006. 
|                        | Lượt đi | Lượt về | Tổng tỉ số |                         |  |
| ---------------------- | ------- | ------- | ---------- | ----------------------- |  |
| FC Metalurh Zaporizhia | 2:1     | 1:1     | 3:2        | FC Illichivets Mariupol |  |
| FC Karpaty Lviv        | 0:2     | 0:1     | 0:3        | FC Dynamo Kyiv          |  |

### Chung kết
Chung kết Cúp bóng đá Ukraina diễn ra vào ngày 2 tháng 5 năm 2006.
| FC Dynamo Kyiv | 1:0 | FC Metalurh Zaporizhia |  |